# Зомбі! Зомбі! Зомбі! (фільм)
Зомбі! Зомбі! Зомбі! (також відомий як Стриптизерки проти зомбі та випущений під цією назвою в Японії та Німеччині) — американська комедія про зомбі 2008 року режисера Джейсона М. Мерфі. У головних ролях Джессіка Бартон, Тіффані Шепіс, Холлі Віннард і Джей Лагаайя. Він був знятий протягом 2007 року та був випущений безпосередньо на відео у 2008 році.

## Сюжет
Шукаючи ліки від раку, вчений створює хімікат, який сприяє росту клітин. Після того, як до нього прийшов наркозалежний, він і кілька повій змішують наркотики та ліки та зловживають ними. Вони зомбуються і починають кусати людей поблизу. Невелика група екзотичних танцюристів об’єднується з колишнім сутенером повій, щоб захистити свій стриптиз-клуб «Гріндхаус» від натовпу кровожерливих зомбі.

## Акторський склад
- Джессіка Бартон у ролі Дакоти
- Майкл Клінкенберд в ролі доктора Стюарта
- Крістал Девіс у ролі Лу Енн
- Шон Гарріман у ролі Кріса
- Ентоні Геден в ролі Джонні «Тильної руки» Вегаса
- Джульєтта Рівз у ролі Пандори
- Тіффані Шепіс у ролі Тіффані
- Валенський Сільвен — Клайв
- Ліанна Туманенг у ролі Даллас
- Холлі Віннард в ролі Харлі
- Джей Лагаайя в ролі жертви автостоянки

## Вихід на екрани
Зомбі! Зомбі! Зомбі! Світова прем'єра відбулася 11 жовтня 2007 року в Universal Studios Cineplex в Орландо, Флорида. 

### Домашні медіа
DVD-реліз був доступний у Сполучених Штатах 9 вересня 2008 року.